# 海洋建築工学科
海洋建築工学科（かいようけんちくこうがくか）は、大学の学科のひとつ。日本大学理工学部にあり、建築学の基礎知識を修得するとともに、海洋・ウォーターフロントの環境への理解を深め、防災安全性に優れ、かつ多様な建築条件に適用可能な高度な建築工学や、自然環境・景観に配慮した都市・建築計画学を学修し、人と地球環境に優しい都市や建物を計画・設計・施工できる建築家・技術者の育成を目指す学科である。

## 海洋建築工学科ホームページ
- 海洋建築工学科HPリンク

## 海洋建築工学科を持つ日本の大学
- 日本大学